# Sucre (departamento)
Sucre é um departamento da Colômbia.

## Municípios
1. Buenavista
2. Caimito
3. Chalán
4. Coloso
5. Corozal
6. Galeras
7. Guaranda
8. La Unión
9. Los Palmitos
10. Majagual
11. Morroa
12. Ovejas
13. Palmito
14. Sampués
15. San Benito Abad
16. San Juan Betulia
17. San Marcos
18. San Onofre
19. San Pedro
20. Sincé
21. Sincelejo
22. Sucre
23. Tolú
24. Toluviejo

### Etnias
| Cor/Raça           | Porcentagem |
| ------------------ | ----------- |
| Mestiços e Brancos | 72,96%      |
| Afro-colombianos   | 16,08%      |
| Indígenas          | 10,95%      |
| Ciganos            | 0,01%       |